# Жалонерные значки

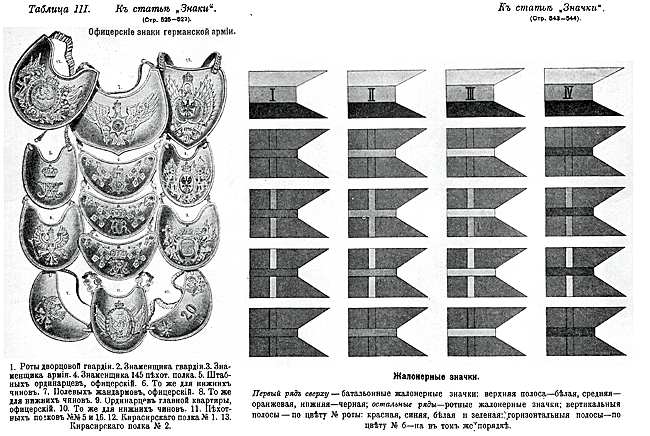
Жалонерные значки (справа), это изображение было использовано для иллюстрирования статьи «Знаки», опубликованной в десятом томе «Военной энциклопедии», который был издан книгоиздательским товариществом И. Д. Сытина, в 1912—1913 годах, в столице Российской империи городе Санкт-Петербург.

Жалонерные значки (от фр. jalon — веха, шест; jalonner — намечать значками линию) — маленькие флаги (флажки, значки), устанавливаемые жалонерам, и служащие для обозначения линии построения, для означенья места строя, личного состава формирования войск.
Имели и другое название — Жалнерские значки.

## История
В Вооружённых Силах России, имперского периода существовали фурьерские, квартирьерские (или квартиргерские) и сотенные значки, в иррегулярных войсках применялись прапорцы и бунчуки.
В 1819 году, для лучшей управляемости, и для обозначения линий построения на смотрах и парадах, в 1-й армии, И. И. Дибичем (начальник штаба) были введены особые, заимствованные якобы из Англии, жалнерские значки, делавшиеся из материи различных цветов, размером 9 ¼ × 16 вершков, с косицами на конце.
Воинским начальникам нововведение понравилось, и начиная с 1821 года жалнерские значки вводятся в полках лейб-гвардии, а затем постепенно, стали вводиться и в остальные войска России, но официально — существование и расцветка жалнерских значков была утверждена лишь в 1833 году, при чём они были введены даже в формирования артиллерийских войск.
В армии России (РИА) XIX века жалонерные значки должны были быть в каждом батальоне и роте:
- батальонные (дивизионные) — бело-злато-чёрные (бело-оранжево-чёрные), с обозначением номера (№) батальона;
- ротные (эскадронные, сотенные) — разных цветов.

В 1855 году образец жалнерского значка был изменён, а именно, вместо носимых отдельно, они стали делаться с тонким древком без навершия (в тот период называлось — копьё) и носились в пехоте воткнутыми в дуло ружья военнослужащего — жалонера.
В Русской кавалерии они были отменены вовсе, и лишь в артиллерии продолжали существовать в прежнем виде до 1860 года, когда были и в ней отменены.
В 1863 году отменены квартиргерские значки во всех частях Русской армии, но сохранены жалонерные значки в инфантерии армейской и гвардейской, при чём с 1870 года размер и форма были установлены подобны прежним, но без древка и прикреплялись к штыковой ножне, надеваемой на штык. В 1909 году жалонерные значки велено называть — линейными.

## Галерея

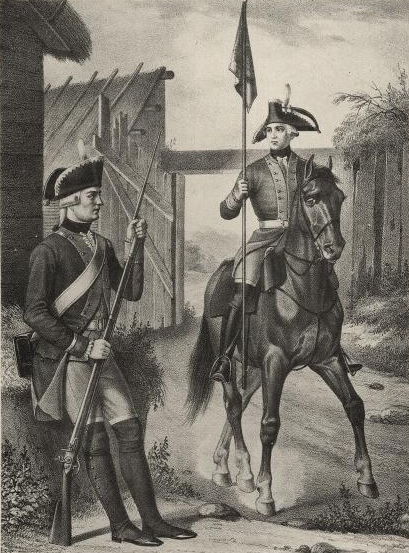
Капрал и фурьер (со значком) Мушкетёрских рот пехотного полка, с 1763 по 1786 год.[3].
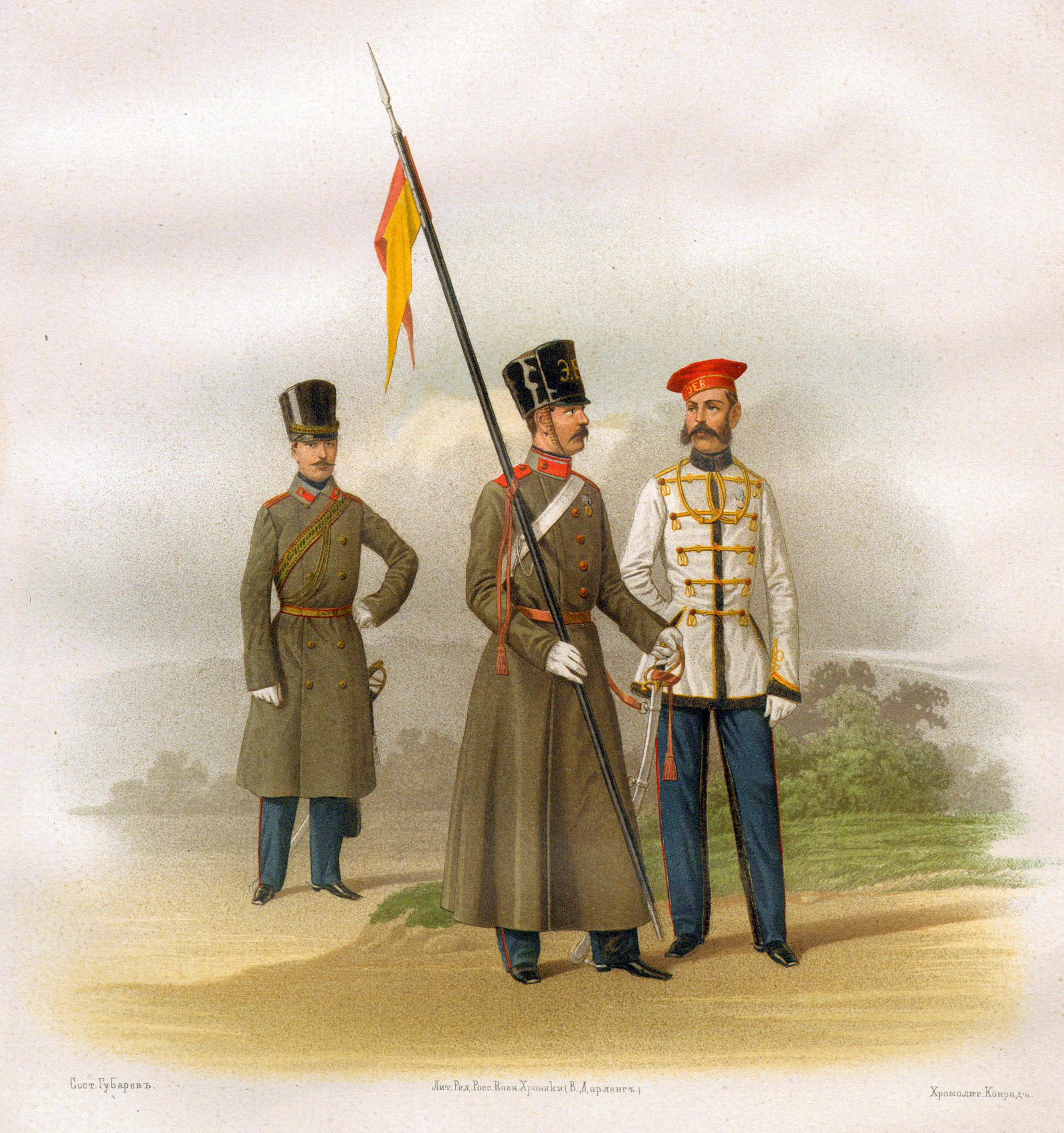
Обер-офицер и рядовые Лейб-Гвардии Гусарского Его Величества полка (1856 — 1857 годов), виден эскадронный значок.
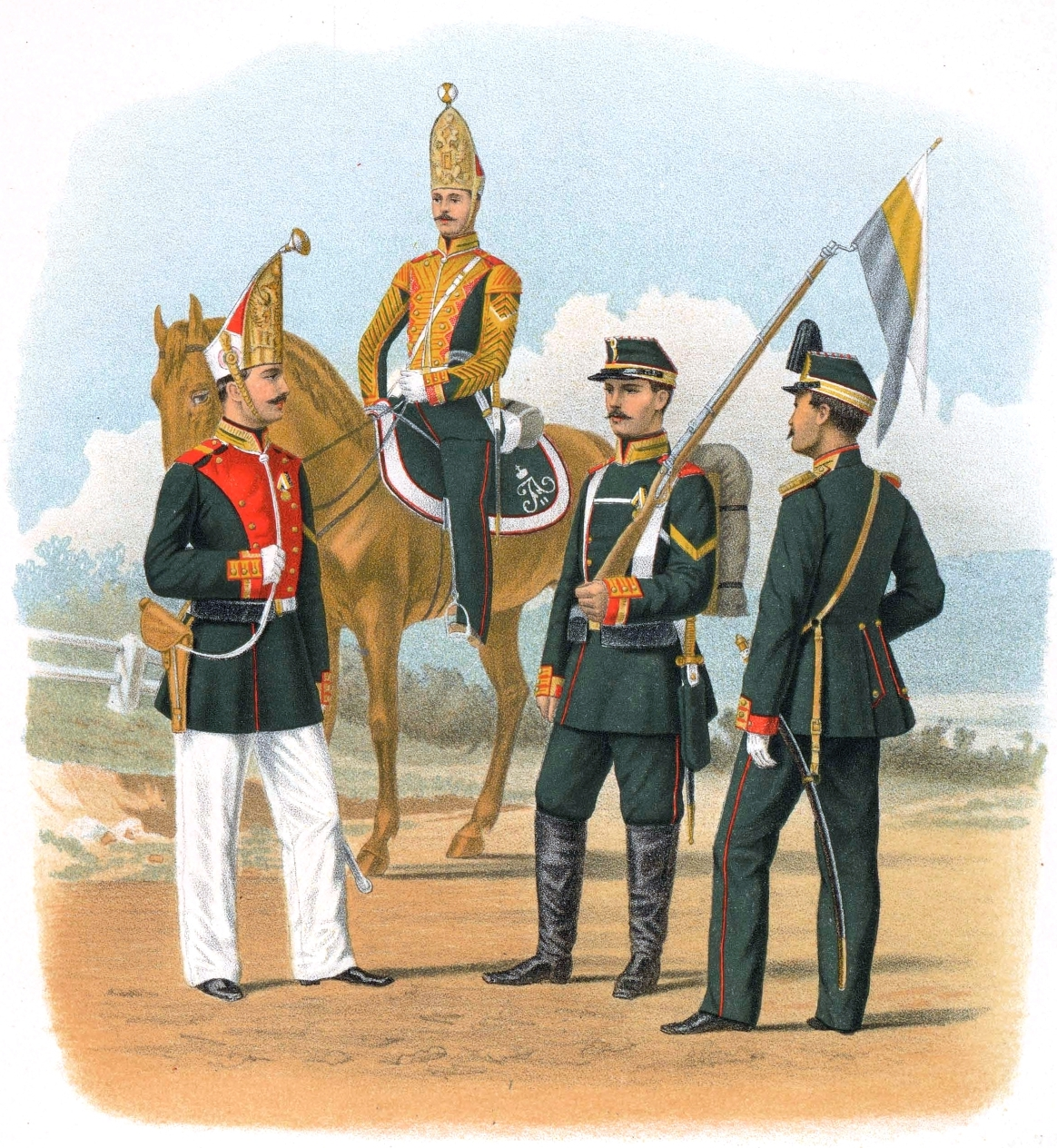
Фельдфебель и штаб-горнист в парадной строевой форме, унтер-офицер в походной форме, обер-офицер в обыкновенной форме Лейб-гвардии Павловский полк, 1865 — 1872 годов, виден батальонный значок.